# Nauru Airlines
Nauru Airlines es la aerolínea nacional de la República de Nauru. Tiene su base de operaciones en el Aeropuerto Internacional de Nauru. Es la sucesora de la empresa Air Nauru. 

## Historia
Nauru Airlines se fundó como Air Nauru el 17 de septiembre de 1969, y comenzó a operar el 14 de febrero de 1970. Los servicios regulares programados comenzaron después de la entrega en enero de 1972 del primer birreactor Fokker F28 Fellowship de la aerolínea, al que le siguió un segundo. Un Boeing 737-200C se agregó a la flota en 1975 y un Boeing 727-100 entró en servicio el 16 de junio de 1976. Más tarde, en la década de 1970, los dos Fellowship se vendieron y se agregaron más Boeing a la flota.
En 1983, la flota incluía siete aviones: dos Boeing 727-100 y cinco Boeing 737-200;[9] dado que la población total de Nauru en ese momento era de aproximadamente 8000 personas, la aerolínea estaba en condiciones de tener una capacidad de asientos equivalente al 10% de la población nauruana. La aerolínea también tenía una mala reputación por cancelar vuelos por capricho de sus propietarios gubernamentales, incluido el uso de los Boeing 727 para búsquedas a baja altura de pescadores nauruanos perdidos en el mar mientras los asistentes de vuelo servían alcohol a sus familiares a bordo. A partir de este punto alto (al menos en términos de número de flota), la aerolínea se redujo gradualmente en tamaño, alquilando algunos aviones y vendiendo otros. Cinco años después, en 1988, la flota consistía en tres Boeing 737-200 y el 727-100 restante estaba arrendado a Trans Australia Airlines. En ese momento, la aerolínea se vio gravemente afectada por una disputa laboral con sus pilotos y estaba operando sin un horario fijo, una situación que duró varios meses.[12]
A principios de la década de 1990, se alquiló un Boeing 737-200 para operar la ruta Auckland-Niue de Niue Airlines, el único servicio de esta última compañía.
En 1993, dos de los 737-200 fueron reemplazados por Boeing 737-400, dejando al Boeing 737-200C para seguir funcionando durante un tiempo más. La aerolínea, que para entonces solo operaba un único 737-400, se corporativizó en julio de 1996 como Nauru Air Corporation (NAC).
La mala gestión de la riqueza de la isla y los problemas económicos resultantes hicieron que la aerolínea perdiera grandes cantidades de dinero y, en algunas ocasiones, se volviera insolvente. Sus operaciones también se suspendieron por breves períodos en la década de 1990 debido a las preocupaciones planteadas por Australia sobre el historial de aeronavegabilidad y seguridad de sus aviones. Las oficinas y el equipo de la aerolínea también fueron embargados con frecuencia por el gobierno australiano debido a los repetidos incumplimientos de Nauru con los préstamos extranjeros. La aerolínea entró en disputa con el Eximbank de los Estados Unidos en 2002, y en diciembre de 2005 el Tribunal Supremo de Australia confirmó una decisión anterior de permitir que el banco confiscara el único avión de Air Nauru, dejando a Nauru y a la nación insular de Kiribati sin servicios aéreos. El avión fue confiscado por los acreedores en el Aeropuerto Internacional Tullamarine el 18 de diciembre de 2005. Tras la adquisición de un avión de reemplazo (un Boeing 737-300) a mediados de 2006, la aerolínea cambió su nombre a Our Airline y se relanzó el 14 de octubre de 2006. El 1 de agosto de 2014, nuestra aerolínea pasó a llamarse Nauru Airlines.
Desde que reanudó sus servicios en 2006, la aerolínea ha ajustado repetidamente su mapa de rutas. Cuando la aerolínea reanudó sus servicios inicialmente en 2006, ofrecía un servicio dos veces por semana desde Brisbane a Honiara, Nauru, Tarawa y Majuro. Estos se redujeron rápidamente y se eliminaron los vuelos a Majuro. La extensión de Tarawa se suspendió desde julio de 2008 hasta noviembre de 2009 porque, junto con los altos precios del combustible de la época, operar el vuelo de Tarawa no era rentable sin un destino de conexión. La extensión de Tarawa se suspendió nuevamente en 2011 debido a disputas, pero se reanudó a principios de 2012. Mientras tanto, el servicio de Honiara se suspendió casi al mismo tiempo.
A pesar de que se había informado a principios de 2007 de que Our Airline comenzaría a ofrecer servicios entre Nauru y Fiyi en un futuro muy cercano, la aerolínea en su lugar brindó un servicio semanal de Tarawa a Nadi en nombre de Air Kiribati a partir de noviembre de 2009. Sin embargo, el servicio entre Nauru y Fiyi que comenzó en 2010 cesó en diciembre de 2011 debido a una disputa entre los gobiernos de Kiribati y Fiyi. Este fue reemplazado por un servicio quincenal que operaba de Nauru a Nadisin escalas.
A diciembre de 2019, Nauru Airlines prestaba servicios a cuatro destinos desde su base en Nauru: Brisbane, Majuro, Nadi y Tarawa. Sin embargo, tres de estos destinos se han interrumpido desde entonces y la aerolínea actualmente solo tiene un servicio limitado a Brisbane. Por lo tanto, el servicio de Nauru Airlines entre Brisbane y Nauru es ahora el único servicio programado de cualquier aerolínea a Nauru.
En mayo de 2023, Nauru Airlines solicitó al Departamento de Transporte de los EE. UU. permiso para realizar vuelos programados de carga y pasajeros a Guam utilizando equipos Boeing 737. En 2017, la aerolínea obtuvo con éxito un permiso de transportista extranjero de cinco años que permitía tales vuelos, pero debido al Covid-19 y otras razones, nunca utilizó el permiso. La presentación también decía que la aerolínea estaba en las etapas finales de obtener un Boeing 737-800SF que se registrará como VH-8TG (msn 33003).
En la actualidad, Nauru Airlines es propiedad exclusiva del Estado y en julio de 2012 contaba con 65 empleados.

## Destinos
| Países                          | Destinos   | Aeropuertos                             |
| ------------------------------- | ---------- | --------------------------------------- |
| Australia                       | Brisbane   | Aeropuerto de Brisbane                  |
| Estados Federados de Micronesia | Pohnpei    | Aeropuerto Internacional de Pohnpei     |
| Fiyi                            | Nadi       | Aeropuerto Internacional de Nadi        |
| Islas Marshall                  | Majuro     | Aeropuerto Internacional Amata Kabua    |
| Kiribati                        | Kiritimati | Aeropuerto Internacional Cassidy        |
| Kiribati                        | Tarawa     | Aeropuerto Internacional Bonriki        |
| Fiyi                            | Yaren      | Aeropuerto Internacional de Nauru HUB   |
| Palaos                          | Koror      | Aeropuerto Internacional Roman Tmetuchl |

## Flota
La flota operada por el grupo Our Airline está formada por las siguientes aeronaves a septiembre de 2024. El primer avión se consiguió gracias a un acuerdo económico con Taiwán, el 4 de septiembre de 2006. El segundo fue puesto a disposición de Norfolk Air. Además la aerolínea con este avión de Norfolk Air opera todos los vuelos de la compañía.
| Aeronaves                                   | En servicio | Pedidos | Pasajeros                                          | Pasajeros                                          | Pasajeros                                          | Matrículas                                         | Antigüedad                                         |
| Aeronaves                                   | En servicio | Pedidos | C                                                  | Y                                                  | Total                                              | Matrículas                                         | Antigüedad                                         |
| ------------------------------------------- | ----------- | ------- | -------------------------------------------------- | -------------------------------------------------- | -------------------------------------------------- | -------------------------------------------------- | -------------------------------------------------- |
| Boeing 737-300                              | 4           | —       | 18                                                 | 96                                                 | 114                                                | VH-PNI                                             | 27,7 años                                          |
| Boeing 737-300                              | 4           | —       | Carga                                              | Carga                                              | Carga                                              | VH-ONU                                             | 26,8 años                                          |
| Boeing 737-300                              | 4           | —       | Carga                                              | Carga                                              | Carga                                              | VH-YNU                                             | 25 años                                            |
| Boeing 737-300                              | 4           | —       | 10                                                 | 114                                                | 124                                                | VH-XNU                                             | 24,8 años                                          |
| Boeing 737-700                              | 1           | —       | 8                                                  | 120                                                | 128                                                | VH-INU                                             | 18,7 años                                          |
| Boeing 737-800                              | 2           | —       | Carga                                              | Carga                                              | Carga                                              | VH-8TG                                             | 22,5 años                                          |
| Boeing 737-800                              | 2           | —       | 10                                                 | 168                                                | 178                                                | VH-AN2                                             | 21,4 años                                          |
| Embraer E190-E2 (alquilado de Air Kiribati) | —           | 1       | 12                                                 | 80                                                 | 92                                                 | VH-IKJ                                             | 4,8 años                                           |
| Total                                       | 7           | 1       | Edad media de la flota (sept. de 2024): 21,5 años. | Edad media de la flota (sept. de 2024): 21,5 años. | Edad media de la flota (sept. de 2024): 21,5 años. | Edad media de la flota (sept. de 2024): 21,5 años. | Edad media de la flota (sept. de 2024): 21,5 años. |

### Flota histórica
| Aeronaves              | Total | Introducido | Retirado | Matrículas                      |
| ---------------------- | ----- | ----------- | -------- | ------------------------------- |
| Boeing 727-100         | 3     | 1976        | 1987     | C2-RN5, C2-RN7 y C2-RN4         |
| Boeing 737-200         | 4     | 1975        | 1995     | C2-RN3, C2-RN6, C2-RN8 y C2-RN9 |
| Boeing 737-400         | 3     | 1993        | 2006     | VH-TJL, VH-RON y C2-RN11        |
| Dassault Falcon 20     | 1     | 1970        | 1972     | VH-BIZ                          |
| Fokker F27 Friendship  | 1     | 1972        | 1985     | VH-FNR                          |
| Fokker F28 Fellowship  | 2     | 1972        | 1977     | C2-RN1 y C2-RN2                 |
| Lockheed L-188 Electra | 1     | 1973-74     | 1974     | N286F                           |